# Wasserturm (Bédarrides)

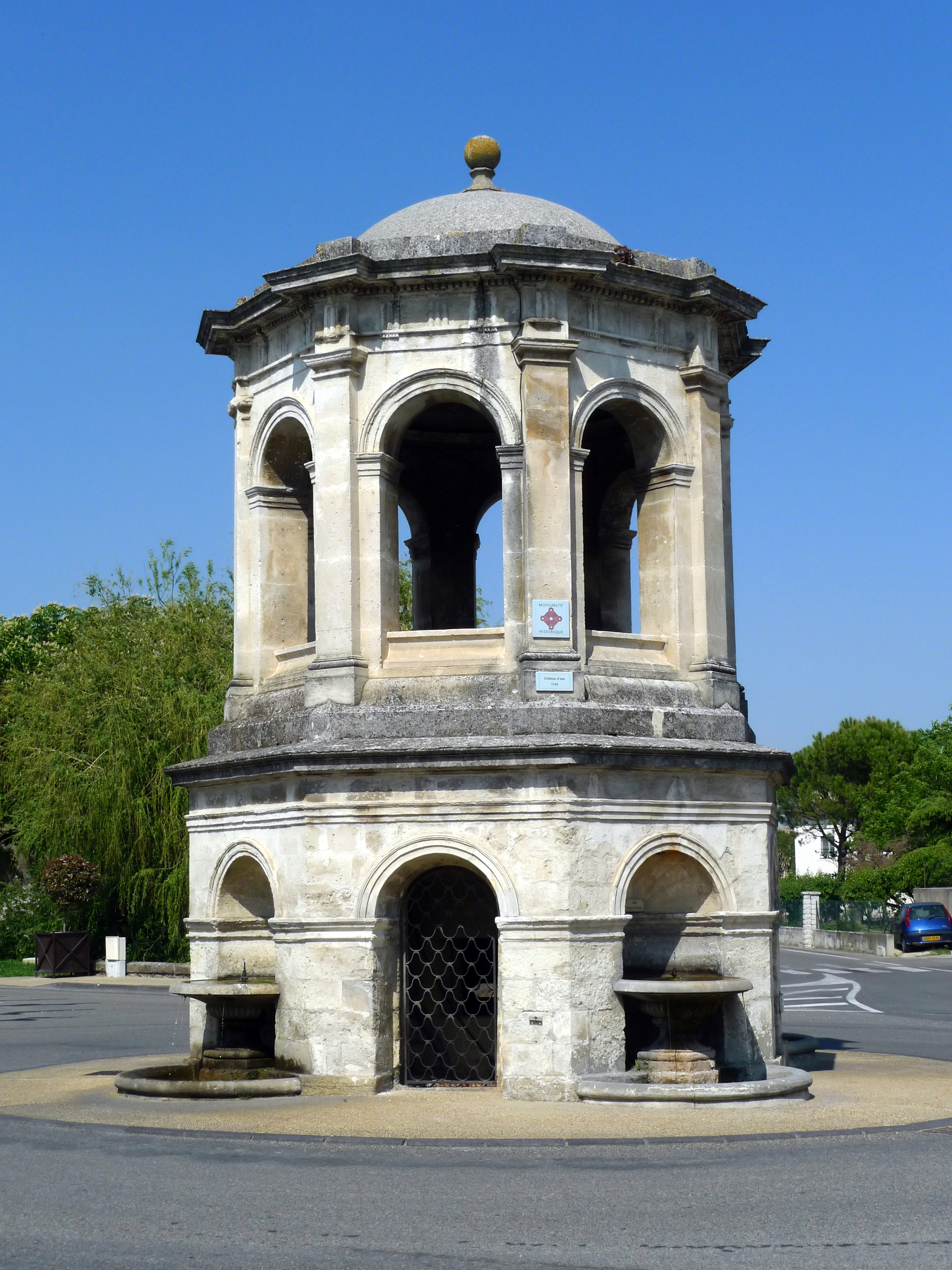
Wasserturm in Bédarrides

Der Wasserturm in Bédarrides, einer französischen Gemeinde im Département Vaucluse in der Region Provence-Alpes-Côte d’Azur, wurde 1864 errichtet. Der Wasserturm am Place du Château-d'Eau steht seit 2001 als Monument historique auf der Liste der Baudenkmäler in Frankreich.
Der oktogonale Wasserturm wurde im Stil des Spätklassizismus erbaut. Er besitzt zwei Geschosse. Im Erdgeschoss, das durch Rundbögen geöffnet ist, befindet sich ein Brunnen und eine Tränke. Im Obergeschoss ist ein Wasserreservoir untergebracht. Eine Kuppel, die von einer Kugel bekrönt wird, schließt das Gebäude ab.